# PIT-Radwar
PIT-RADWAR S.A. – spółka akcyjna, której działalność zamyka się w obszarze radiolokacji, radioelektronicznych systemów rozpoznania, systemów obrony przeciwlotniczej oraz systemów wspomagania dowodzenia i kierowania ogniem. PIT-RADWAR S.A. jest sukcesorem kilkudziesięcioletniego doświadczenia Przemysłowego Instytutu Telekomunikacji, CNPEP RADWAR S.A. oraz PPPE „Dolam” S.A.
W 2010 roku Przemysłowy Instytut Telekomunikacji S.A., RADWAR S.A. oraz PPPE „Dolam” S.A. utworzyły grupę produktową pod nazwą Dywizja Elektronika. Kilkanaście miesięcy później, pod koniec 2011 roku firmy zostały skonsolidowane pod nazwą Przemysłowego Instytutu Telekomunikacji S.A. 5 marca 2012 roku spółka zmieniła nazwę na Bumar Elektronika S.A.
30 czerwca 2014 r. na mocy postanowienia Sądu Rejonowego nazwa Bumar Elektronika S.A. została zmieniona na PIT-RADWAR S.A.
Od 2014 r. spółka wchodzi w skład Polskiej Grupy Zbrojeniowej.

## Historia

### Przemysłowy Instytut Telekomunikacji
22 marca 1934 roku na mocy Rozporządzenia Ministra Poczt i Telegrafów, założony został Państwowy Instytut Telekomunikacyjny. Celem nowo utworzonego Instytutu było prowadzenie szeregu badań w dziedzinie telekomunikacji zarówno wojskowej, jak i cywilnej.
W roku 1949 utworzony został Oddział Gdański, którego działalność skupiała się na elektronice morskiej. W 1951 roku z Państwowego Instytutu Telekomunikacyjnego wydzielony został Przemysłowy Instytut Telekomunikacji. W tym samym roku naukowcy Instytutu opracowali pierwszy w kraju radar ostrzegawczy.
Przez następne dziesięciolecia Przemysłowy Instytut Telekomunikacji poszerzał swoją działalność o kolejne obszary związane z potrzebami obronnymi Rzeczypospolitej Polskiej. Poza radiolokacją, do podstawowych działalności weszły systemy dowodzenia i kierowania oraz sensory rozpoznania radioelektronicznego.
W 1993 roku do Przemysłowego Instytutu Telekomunikacji przyłączony został Instytut Technologii Elektronowej Politechniki Wrocławskiej. Dzięki oddziałowi wrocławskiemu, działalność Instytutu rozszerzyła się o elektronikę próżniową, układy mikrofalowe i lampy z falą bieżącą – stosowane zarówno we własnych rozwiązaniach, jak i opracowywane na zamówienia kontrahentów i stosowane m.in. w technikach badawczych.
W 2008 roku Przemysłowy Instytut Telekomunikacji przekształcony został w Spółkę Akcyjną Skarbu Państwa, a następnie, w roku 2010, wszedł w skład Grupy kapitałowej Bumar.

### CNPEP Radwar S.A.
Historia firmy CNPEP RADWAR S.A. sięga początków polskiego przemysłu radiolokacyjnego. CNPEP RADWAR, pierwotnie jako Warszawskie Zakłady Radiowe RAWAR, powstał w 1954 roku w celu prowadzenia prac badawczych i produkcji systemów radiolokacyjnych. Od początku swej działalności prowadził prace w zakresie systemów radiolokacyjnych. Sukcesy w opracowywaniu nowych rozwiązań pozwoliły firmie stworzyć radary odpowiadające wymogom rynku międzynarodowego. Od lat pięćdziesiątych były one eksportowane do Syrii, na Sri Lankę, a w latach sześćdziesiątych trafiły także na rynek indonezyjski. Na produktach CNPEP RADWAR S.A. oparta była ówczesna obrona powietrzna i przeciwlotnicza Polski. Po czterech latach działalności w CNPEP RADWAR rozpoczęto prace nad morskimi radarami nawigacyjnymi. Do końca lat pięćdziesiątych wyprodukowano kilka tysięcy radarów dla polskiej marynarki zarówno cywilnej, jak i wojennej.
Lata siedemdziesiąte przyniosły rozszerzenie działalności o systemy dowodzenia i obrony powietrznej. Jednocześnie powstawały też opracowania sprzętu dla potrzeb cywilnych, między innymi radary dla policji.
W 1977 roku RAWAR wraz się z zakładami Zurad, Profel i Zanten dał początek Centrum Naukowo–Produkcyjnemu Elektroniki Profesjonalnej RADWAR. Oferta CNPEP RADWAR poszerzyła się wówczas o systemy radarowej kontroli prędkości i polowe stacje balistyczne.
W roku 1994 CNPEP RADWAR został przekształcony w spółkę akcyjną Skarbu Państwa, a w 2002 roku wszedł w skład Grupy kapitałowej Bumar.

### PPPE Dolam S.A.
Wrocławskie przedsiębiorstwo Dolam powstało w 1961 roku jako Zakład Doświadczalny Przemysłowego Instytutu Elektroniki i zajmuje się produkcją podzespołów. Pierwszymi wyrobami zakładu były lampy elektronowe: diody prostownicze, tyratrony, sondy do próżniomierzy. W kolejnych latach produkowane były cyfrowe wskaźniki jarzeniowe, lampy mikrofalowe, czujniki hallotronowe, lampy mikrofalowe z falą bieżącą oraz kontaktrony standardowe.
W 1965 roku zakład zmienił nazwę na Doświadczalny Zakład Lamp Elektronowych „Dolam”. W latach siedemdziesiątych została uruchomiona produkcja wyświetlaczy ciekłokrystalicznych. W latach 70. i 80. przedsiębiorstwo Dolam należało do Zjednoczenia Przemysłu Elektronicznego Unitra.
W roku 1977 zakład zmienił nazwę na Centrum Naukowo-Produkcyjne Podzespołów i Urządzeń Elektronicznych „Unitra-Dolam”. W skład Centrum, oprócz DZE „Dolam”, wszedł Instytut Technologii Elektronowej Politechniki Wrocławskiej oraz Zakłady Aparatury Próżniowej w Bolesławcu.
Lata 80. to uruchomienie produkcji telekomunikacyjnych przekaźników kontaktronowych i lamp mikrofalowych z falą bieżącą. W kolejnych latach działalność zakładu została poszerzona o produkcję przekaźników wysokonapięciowych, przekaźników wysokiej częstotliwości i czujników kontaktronowych.
W roku 1999 przedsiębiorstwo państwowe „Unitra-Dolam” zostało przekształcone w spółkę akcyjną o nazwie Przedsiębiorstwo Produkcyjne Podzespołów Elektronicznych „Unitra-Dolam” S.A., później na „Dolam” S.A., a w 2009 roku Dolam S.A. wszedł w skład Grupy Kapitałowej Bumar.
30 czerwca 2014 r. na mocy postanowienia Sądu Rejonowego nazwa Bumar Elektronika S.A. została zmieniona na PIT-RADWAR S.A.

### Produkty historyczne
- Pierwsza polska stacja radiolokacyjna – Nysa-A
- Wysokościomierz Nysa-B
- Radar Nysa-C
- Radar kierowania ogniem artyleryjskim SON-4
- Stacja radiolokacyjna Jawor / Jawor M2
- Wysokościomierz Bogota oraz Nida
- Wysokościomierz N41
- Odległościomierz N31
- Radar trójwspółrzędny Hawana[potrzebny przypis]

## Obszary działalności

### Radiolokacyjne systemy rozpoznania
Główne działania badawczo–rozwojowe w systemach radiolokacyjnych ukierunkowane są radary półprzewodnikowe, a w szczególności radary półprzewodnikowe z antenami aktywnymi (z wzmacniaczami umieszczonymi na aperturze anteny). Nowa generacja radarów tworzona jest w oparciu o struktury skalowalne oraz koncepcję Software Defined Radar. W PIT-RADWAR opracowana została nowoczesna platforma radiolokacyjna, która dzięki wdrożeniu skalowalności oraz koncepcji SDR pozwala na szybsze projektowanie i wdrażanie nowych systemów radarowych, dla różnych pasm pracy. Nowa platforma pozwala także na znaczne obniżenie kosztów projektowania, szybsze wdrażanie urządzenia do produkcji seryjnej, a także łatwiejszą modernizację w przyszłości i dostosowywanie radarów do zmieniających się wymagań użytkownika.
Oddzielnym zagadnieniem jest opracowanie nowej generacji systemów identyfikacji swój–obcy umożliwiającej identyfikację obiektów powietrznych i naziemnych w nowych modach rozpoznania (mod 5, mod S). Najważniejszą, kluczową cechą elementem nowych systemów IFF jest to, że zostały w całości opracowane w PIT-RADWAR, bez stosowania podzespołów zagranicznych.
Program modernizacji systemu obrony powietrznej Polski jest najważniejszym z wyzwań zdefiniowanych w „Planie modernizacji technicznej Sił Zbrojnych Rzeczypospolitej Polskiej w latach 2013–2022”. Głównym celem tego programu jest pozyskanie nowych zdolnościach w zakresie zwalczania szerokiego spektrum celów powietrznych w tym rakiet balistycznych krótkiego zasięgu. Celem strategicznym jest stworzenie w ramach rozwoju obrony powietrznej aktywnej, wielowarstwowej „tarczy”, która połączy zdolności rażenia, rozpoznania i dowodzenia niższych i wyższych warstw przestrzeni powietrznej z systemami sojuszniczymi, tworząc „system systemów”. PIT-RADWAR od wielu lat prowadzi w tym obszarze prace badawczo-rozwojowe, analityczne oraz rozpoznania rynku. Nawiązywana jest współpraca w zakresie B+R z podmiotami zagranicznymi – potencjalnymi kooperantami dla polskiego przemysłu obronnego w dostawie dla MON zaawansowanych systemów obrony przeciwlotniczej i przeciwrakietowej. Do głównych zadań Biura Systemów Obrony Przeciwlotniczej i Przeciwrakietowej należy koordynacja i nadzór nad procesem projektowania i wdrożenia do produkcji w PIT-RADWAR systemów obrony powietrznej.

### Środki ogniowe
PIT-RADWAR S.A. zajmuje się projektowaniem i integracją nowoczesnych środków ogniowych (efektorów) przeznaczonych do systemów przeciwlotniczych bardzo krótkiego zasięgu – VSHORAD. Przykładem jest wdrożony do produkcji seryjnej oraz zakupiony przez Siły Zbrojne RP – Samobieżny Przeciwlotniczy Zestaw Rakietowy Poprad, holowane armaty lądowe 35 mm – AG-35 (wersja z głowicą optoelektroniczną) raz A-35 (wersja bez głowicy optoelektronicznej) oraz system armaty morskiej z zabudowanym na okręcie (ORP Kaszub) systemem kierowania ogniem.

### Systemy wspomagania dowodzenia i kierowania ogniem
Integracja systemów to dzisiaj jedno z najważniejszych wyzwań, jej potrzebę podkreślają doświadczenia z ostatnich konfliktów zbrojnych. Najważniejszym celem jest minimalizacja strat od „bratobójczego ognia” (ang. friendly fire). Jednym z najważniejszych zadań systemów automatyzacji jest dostarczenie aktualnej i dostatecznie szczegółowej wiedzy o sytuacji na polu walki. Temu celowi służy doktryna „wojny sieciocentrycznej” zakładająca, że posiadanie „dobrej” – lepszej niż przeciwnik, informacji o sytuacji na polu walki przełoży się na przewagę na tym polu.
Systemy C4ISR są wyposażone w narzędzia do wspomagania podejmowania decyzji oraz wspomagania samych działań bojowych (kierowania działaniami w procesie walki). PIT-RADWAR specjalizuje się w systemach C4ISR dla Obrony Powietrznej (OP) i Wojsk Lądowych (WL). Spółka opracowuje systemy zgodne z wymaganiami architektury sieciocentrycznej.
Głównym elementem systemów C4ISR jest ich oprogramowanie, które decyduje o ich funkcjonalności. Dzięki oprogramowaniu obiekty automatyzacji wspomagają pełny cykl dowodzenia i kierowania wojskami. W systemach zapewniono monitorowanie, prezentację i dystrybucję bieżącej sytuacji w przestrzeni powietrznej i na polu walki – sytuacji powietrznej jako RAP (Recognise Air Picture) oraz na ziemi jako RGP (Recognise Ground Picture) na tle mapy cyfrowej. Systemy wspierają proces planowania działań bojowych – zbierają i gromadzą informacje o stanie sił i środków, zapewniają planowanie działania w systemie rozproszonym, dystrybuują rozkazy i meldunki oraz wspomagają podejmowanie decyzji w procesach kierowania walką dotyczących użycia środków walki.
Kluczowymi produktami dla systemu obrony powietrznej są: system Dunaj – integrujący informację z radarów rozmieszczonych na terenie Rzeczypospolitej Polskiej i odpowiadający za opracowanie RAP-u nad obszarem Polski oraz ST Przelot-Samoc – wspomagający podejmowanie decyzji na stanowisku obrony przeciwlotniczej organizowanym przez Brygadę Rakietową. Powstały także takie systemy jak Łowcza/Rega dla Wojsk Obrony Przeciwlotniczej, system Wołczenica dla rozpoznania elektronicznego oraz zautomatyzowany system dowodzenia związkiem taktycznym – Szafran.
Potrzeba integracji znalazła również swoje odbicie w zakresie innej teorii rozwijanej dla potrzeb systemów automatyzacji – teorii systemu systemów (System of Systems). Teoria ta zakłada łączenie systemów poprzez adaptery informacji. Ważnym założeniem jest zapewnienie niezależności rozwoju każdego z łączonych tą metodą systemów – interfejs definiuje tylko wzajemne usługi, jakich systemy wzajemnie sobie udzielają – systemy zorientowane na usługi (Service Oriented Systems). Zaletą tej idei jest możliwość łączenia systemów różnej generacji, różnych producentów i różnych krajów. W oparciu o tę ideę realizowany jest międzynarodowy program Multilateral Interoperability Programme (MIP) w którym aktywnie uczestniczy PIT-RADWAR.
Przykładem może być praca grupowa osób, które są rozproszone po świecie. W tym aspekcie należy podkreślić kierunek zwany „Cloud Computing” przetwarzanie i przechowywanie informacji w chmurze – kierunek rozwoju systemów informatycznych, który ma coraz większe zastosowanie w systemach wojskowych. Wskazane wyżej kierunki rozwoju systemów C4ISR mają zastosowanie w realizowanych w PIT-RADWAR pracach systemów klasy BMS (ang. Battle Management System), systemów kierowania naziemnymi środkami obrony powietrznej, systemów rozpoznania oraz informatycznych systemów wspomagania podejmowania decyzji.

### Aktualne produkty Spółki
- Radiolokacyjne systemy rozpoznania
  - Systemy identyfikacji swój-obcy
  - System Pasywnej Lokalizacji
  - System Gunica (PRP-25M i PRP-25S)
  - Mobilny Radar Trójwspółrzędny N22-N(3D)
  - ZDPSR Soła
  - ZDPSR Bystra
  - Radar samolotowy do obserwacji powierzchni morza ARS-800
  - Mobilny Trójwspółrzędny Radar Obserwacyjny Średniego Zasięgu TRS-15
  - RZRA Liwiec
  - Radar mobilny RM-100
- Systemy wspomagania dowodzenia i kierowania ogniem
  - Szafran
  - Łowcza
  - Rega
  - Przeciwlotniczy zestaw artyleryjski Blenda
  - Wóz Kierowania Ogniem WG-35
- Środki ogniowe
  - System armaty morskiej kal. 35 mm AM-35
  - System automatycznej armaty przeciwlotniczej kal. 35 mm A-35/ AG-35
  - SPZR Poprad[potrzebny przypis]

## Nagrody i wyróżnienia
Produkty PIT-RADWAR były wielokrotnie doceniane i nagradzane na targach i wystawach oraz w konkursach zarówno w kraju, jak i za granicą. Najważniejsze nagrody w okresie 2003–2017:
- 23 Defendery, w tym 2 Grand Prix i 1 Super Defender, przyznanych podczas Międzynarodowego Salonu Przemysłu Obronnego
- 6 nagród, w tym 1 Grand Prix i 1 Bursztynowy Medalion, zdobytych podczas Bałtyckich Targów Militarnych Balt Military Expo
- Wyróżnienie w konkursie Polski Produkt Przyszłości
- 2 pierwsze nagrody na konferencjach międzynarodowych: International Conference on Radar Systems i International Symposium on Microwaves, Radar and Remote Sensing
- Srebrny Laur Innowacyjności w konkursie FSNT NOT „Laur Innowacyjności” im. Stanisława Staszica
- Certyfikat „Lider Rynku” 2015 wraz z Nominacją Europejskiego Konkursu promocyjnego Euro Leader
- Złota Statuetka Liderów Polskiego Biznesu zdobyta podczas XXV edycji konkursu Lider Polskiego Biznesu 2015
- Grand Prix Prezesa Polskiej Grupy Zbrojeniowej na XI Międzynarodowej Konferencji Uzbrojenia
- Wyróżnienie Ministra Obrony Narodowej w IV edycji konkursu na najlepszą pracę naukową i wdrożenie z zakresu obronności[potrzebny przypis]

## Galeria

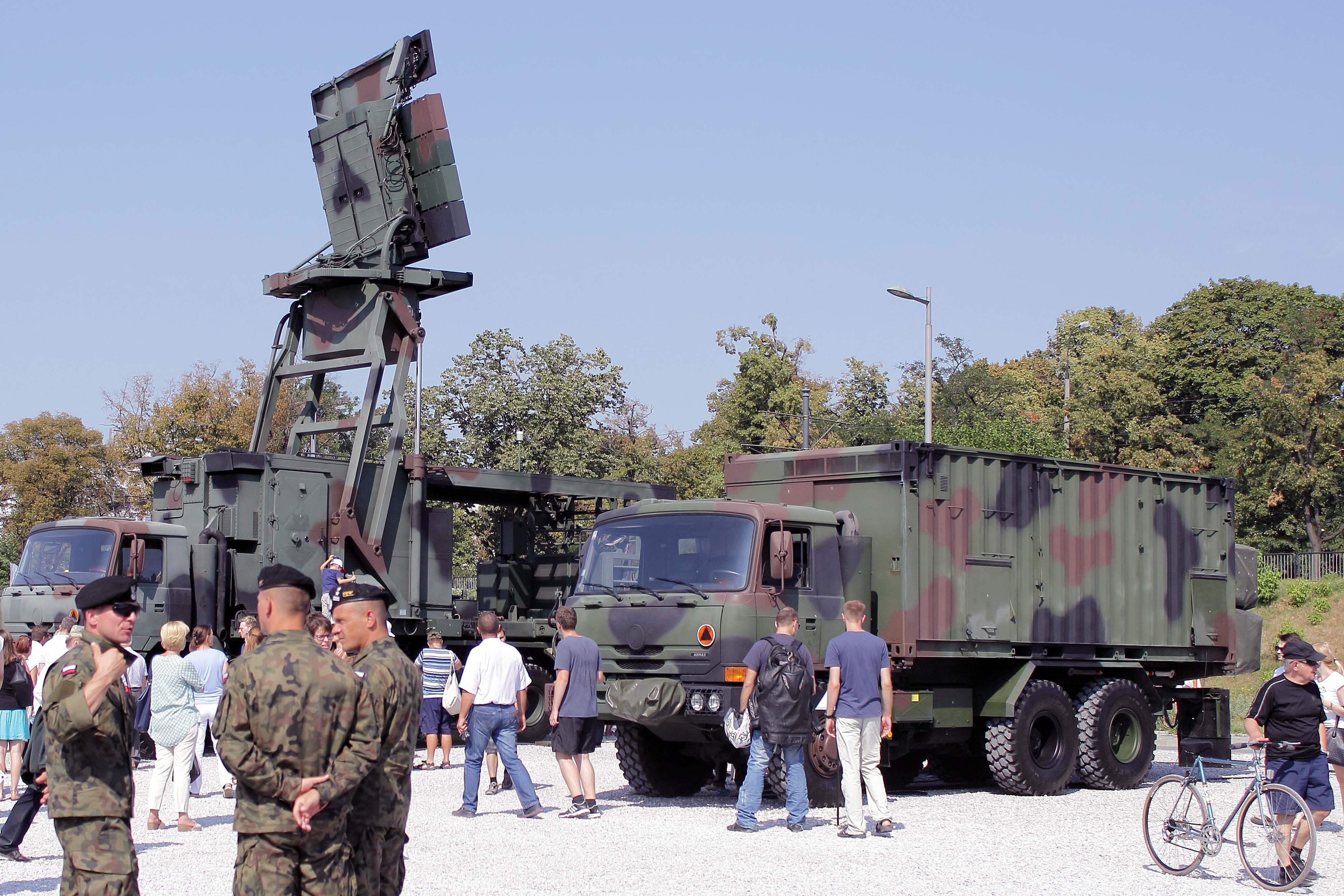
NUR-15
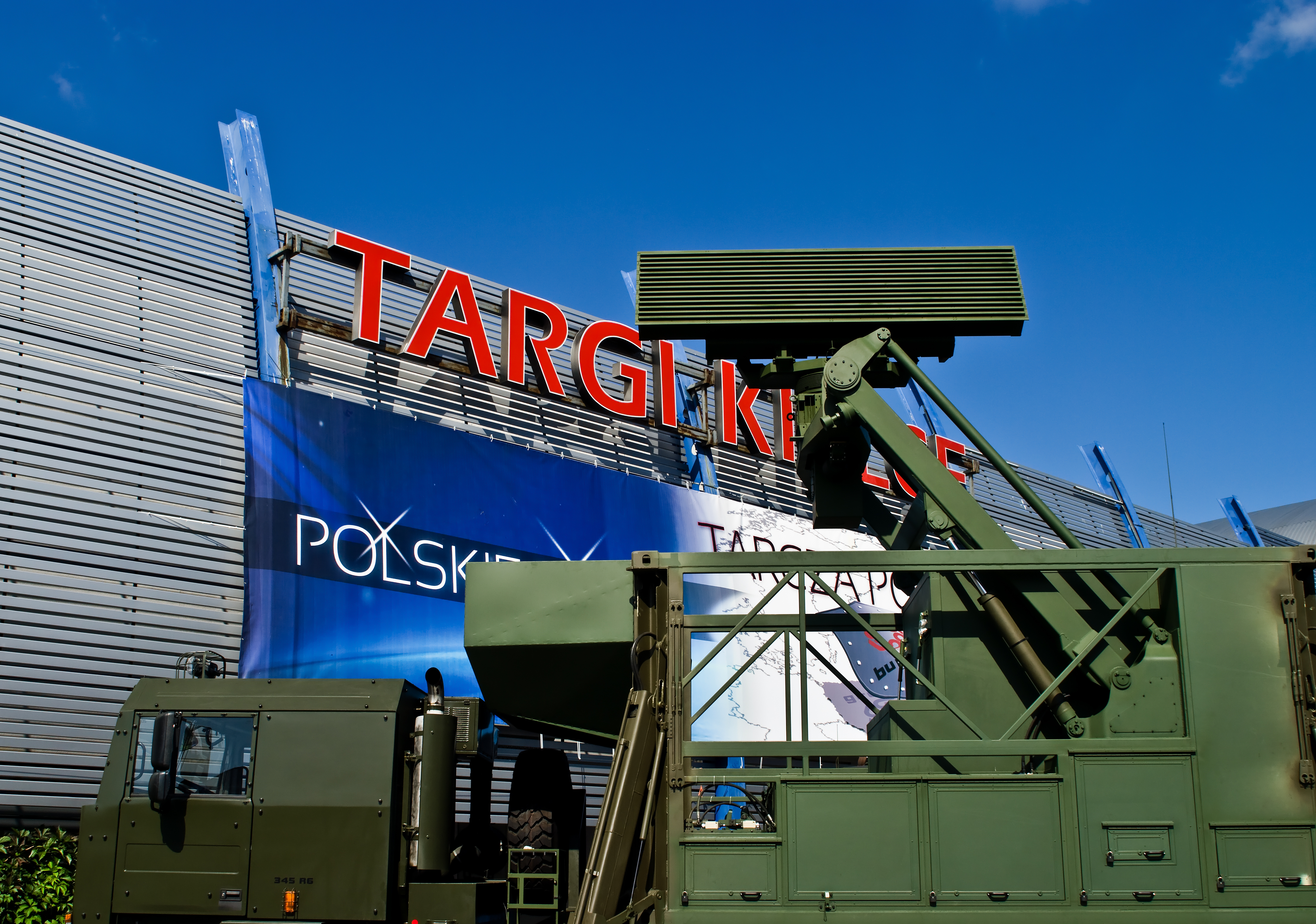
NUR-22-N (3D)
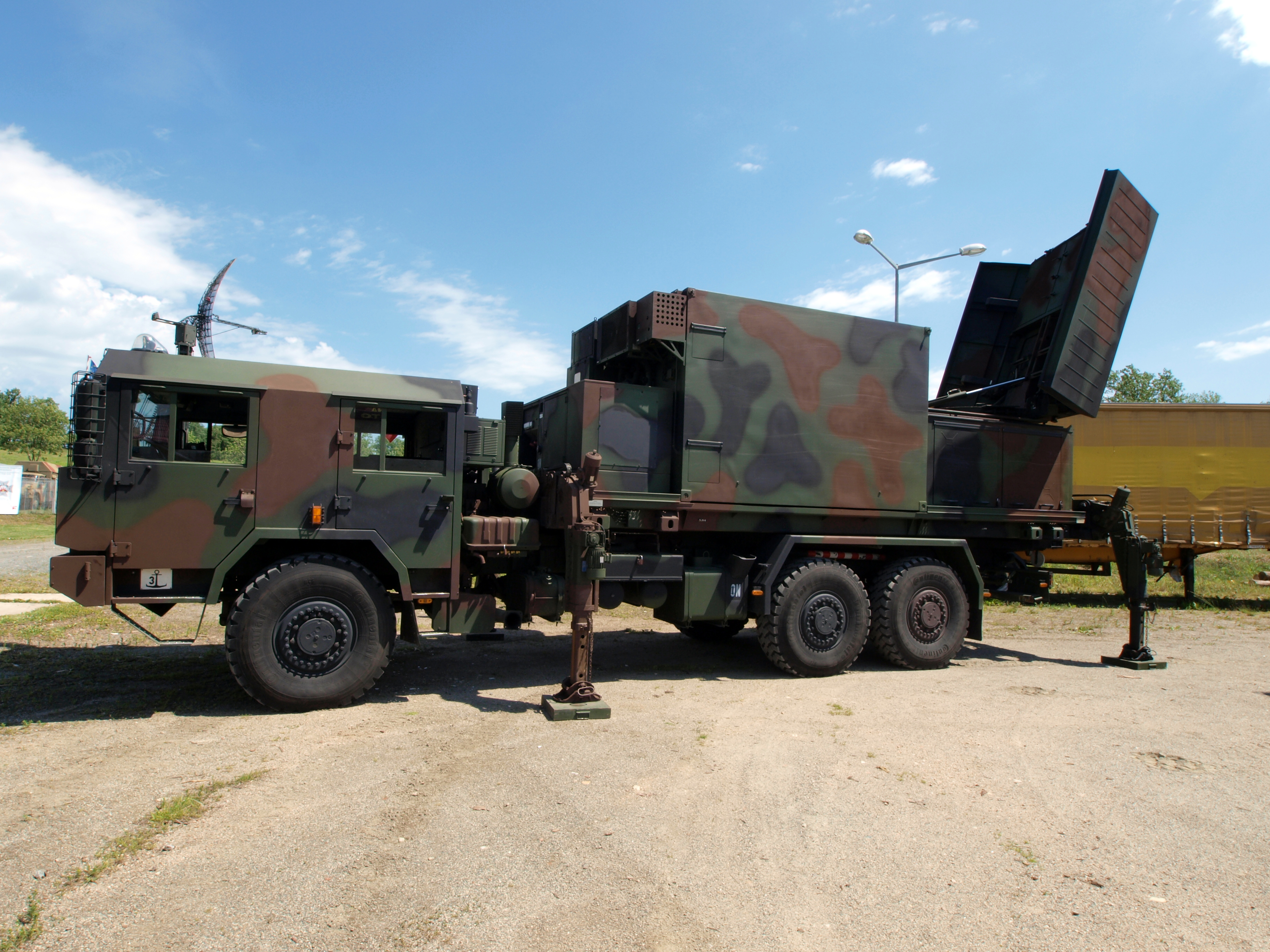
RZRA Liwiec
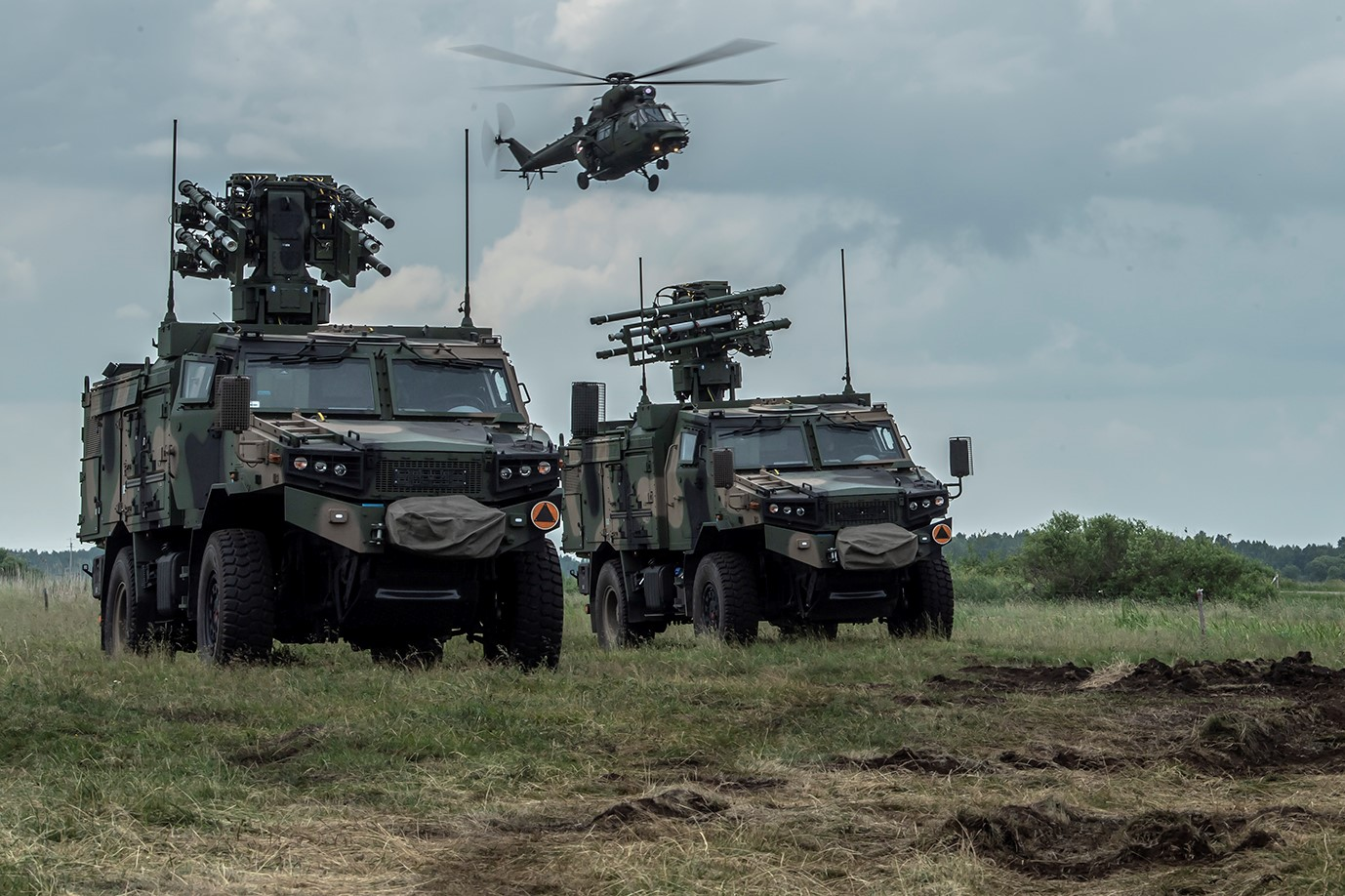
SPZR Poprad
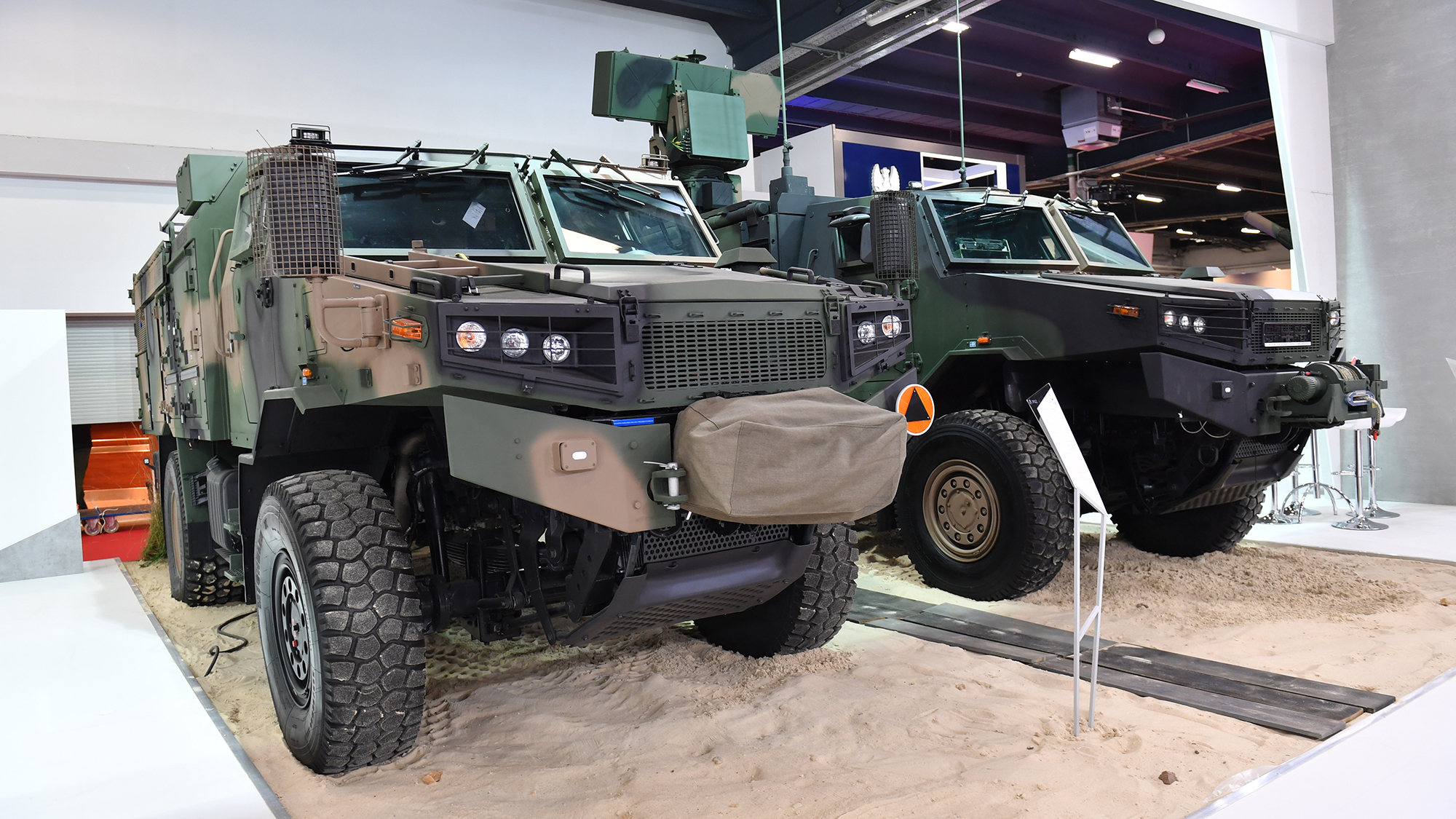
ZDPSR Bystra
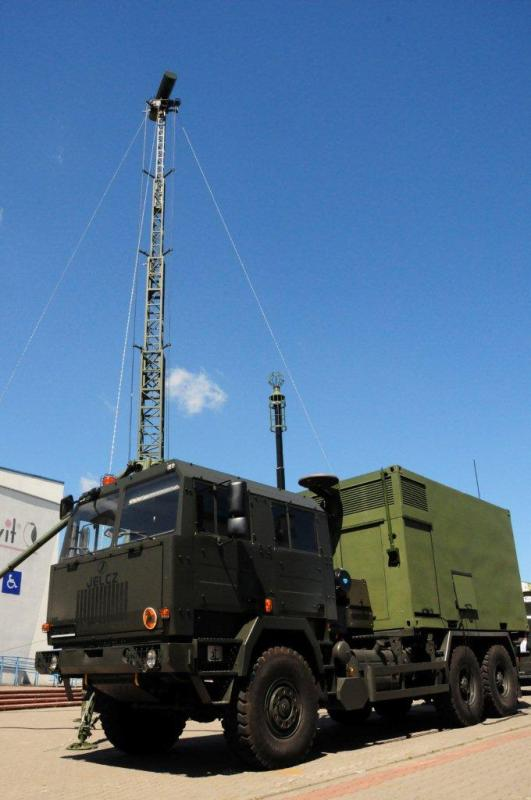
Radar mobilny RM-100
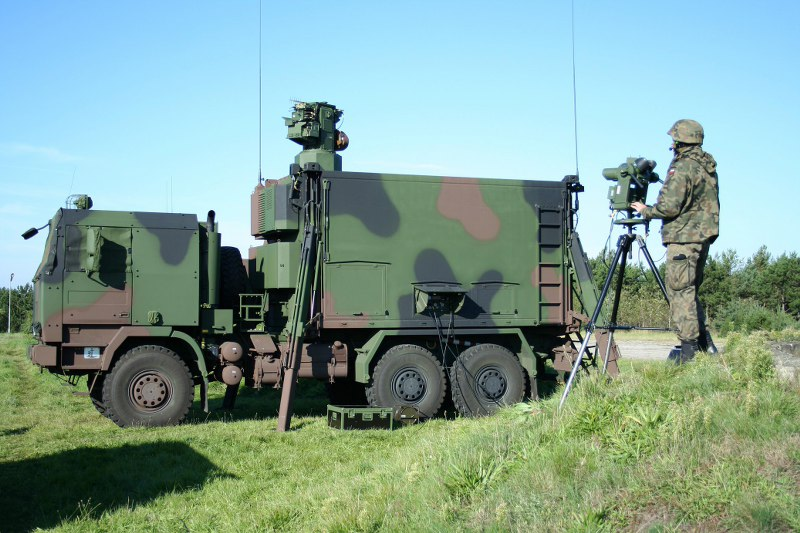
Wóz dowodzenia WD-95 systemu Blenda